# Atrichopleura mundurucu
Atrichopleura mundurucu är en tvåvingeart som beskrevs av Smith 1962. Atrichopleura mundurucu ingår i släktet Atrichopleura och familjen dansflugor. Inga underarter finns listade i Catalogue of Life.